# Cucurbita maxima var. zapallito

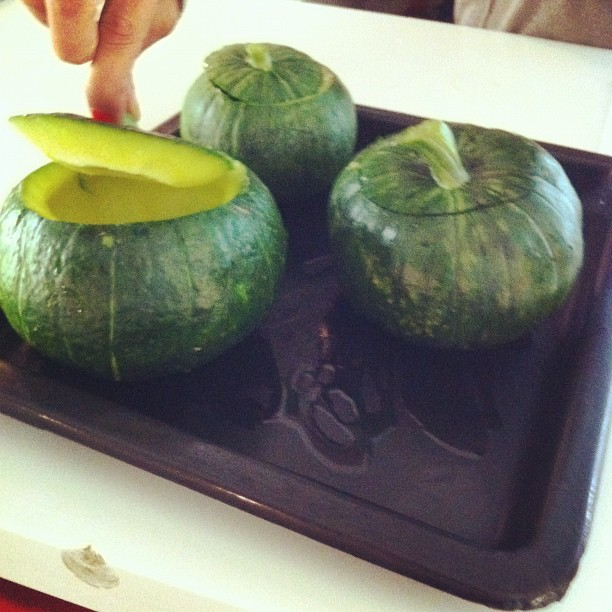
Una variedad "gigante" y de pulpa amarilla de zapallitos preparados para recipiente de zapallitos rellenos.

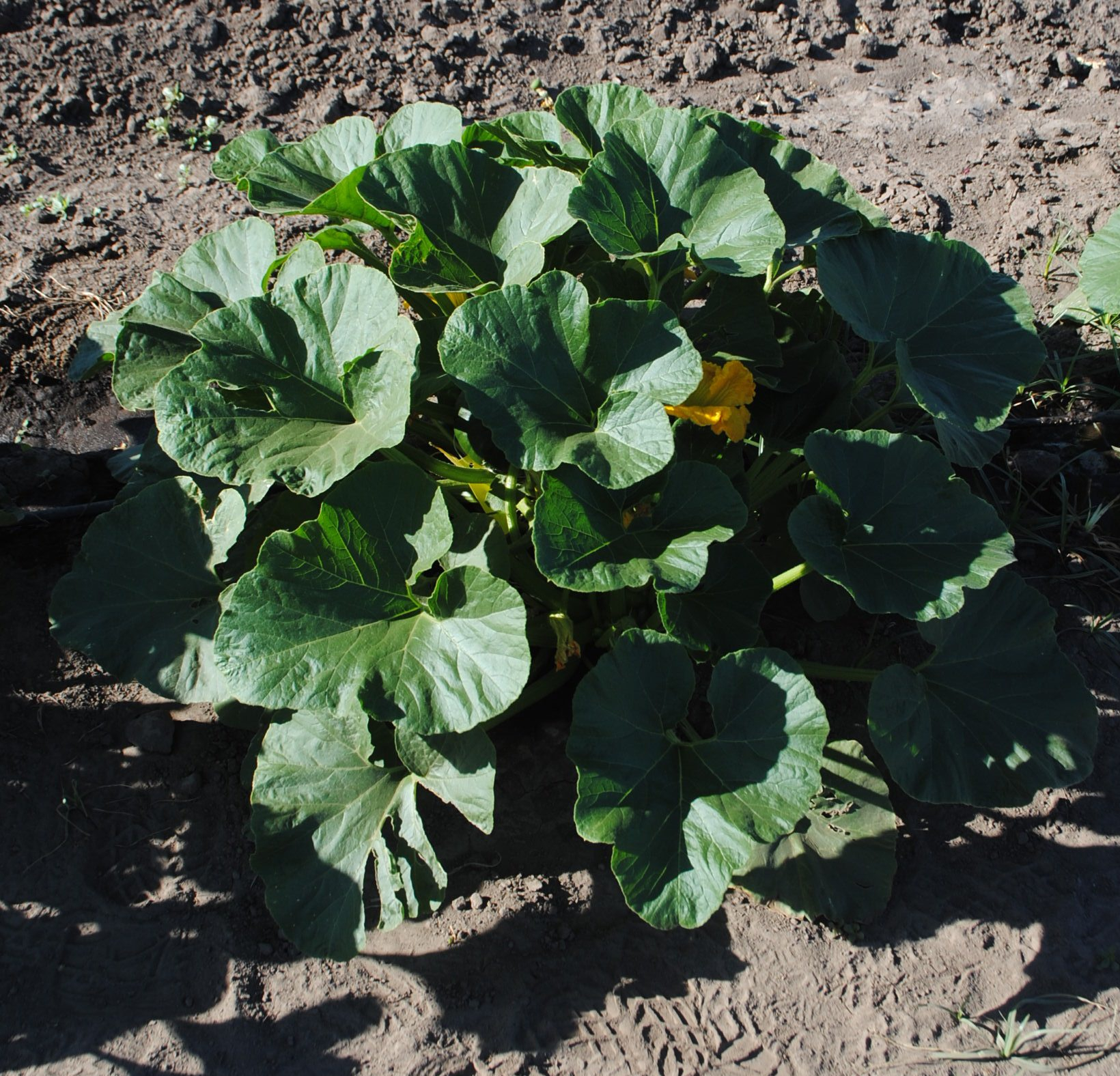
Aspecto arbustivo del "zapallito de tronco".

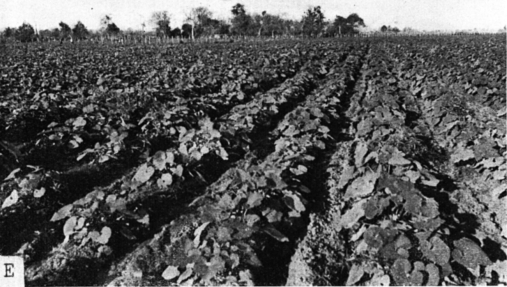
El aspecto arbustivo del zapallito "de tronco" permite disponerlos de forma de facilitar la cosecha que se realiza varias veces por semana.

En Argentina y Uruguay se llama zapallito (Cucurbita maxima var. zapallito), o si hay que diferenciarlo de los demás cultivos de cucurbitas que se consumen inmaduras, zapallito redondo, zapallito redondo de tronco, o zapallito criollo (Argentina), al fruto consumido inmaduro de esta variedad, nativa de Argentina y Uruguay, cultivada desde épocas precolombinas.
Siendo sensible a heladas, se siembra durante el verano en la latitudes de Buenos Aires y Montevideo casi todo el año en forma escalonada en el norte del ambos países, la planta da zapallitos todo a lo largo del verano que son cosechados entre 9 y 13 días después de la floración, cuando alcanzan cierto tamaño "comercial" en que la cáscara todavía está blanda y comestible, las semillas no están endurecidas y se puede consumir cocido. (Millán 1947)
Se clasifica como "hortaliza de estación" ya que no se puede almacenar, es de alta perecebilidad y por eso su cultivo está restringido a los cinturones verdes y en general a las cercanías de los lugares de consumo. Es uno de los cultivos más difundidos en las zonas de primicias del noroeste y noreste de Argentina, debido a la posibilidad de cultivarlo durante gran parte del año a través de siembras escalonadas, y también en el Cinturón Verde del Gran Buenos Aires (los huertos cercanos a la ciudad que la abastecen), donde, con la llegada de los invernáculos que empezó en la década de 1980 y se consolidó mejor en la de 1990, se amplió la oferta de verduras de estación, y entre ellas el zapallito.

## Descripción

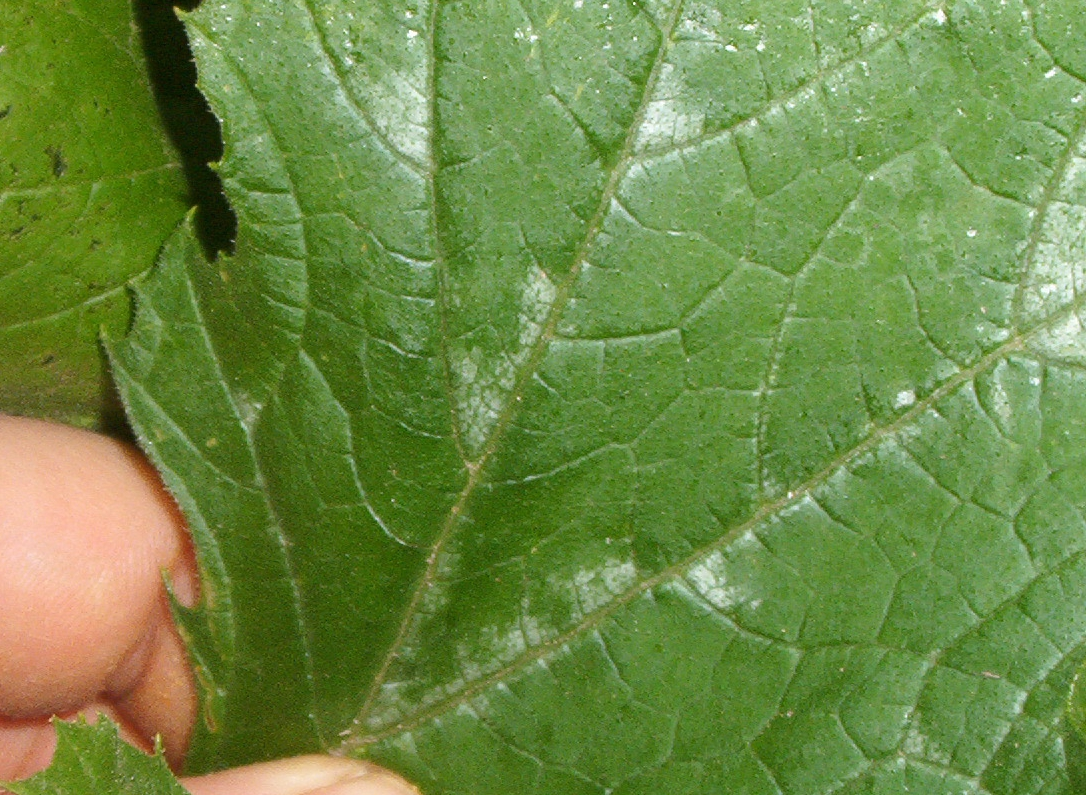
Aspecto del "marmoreado" de las hojas, en este caso de otra especie de zapallitos.

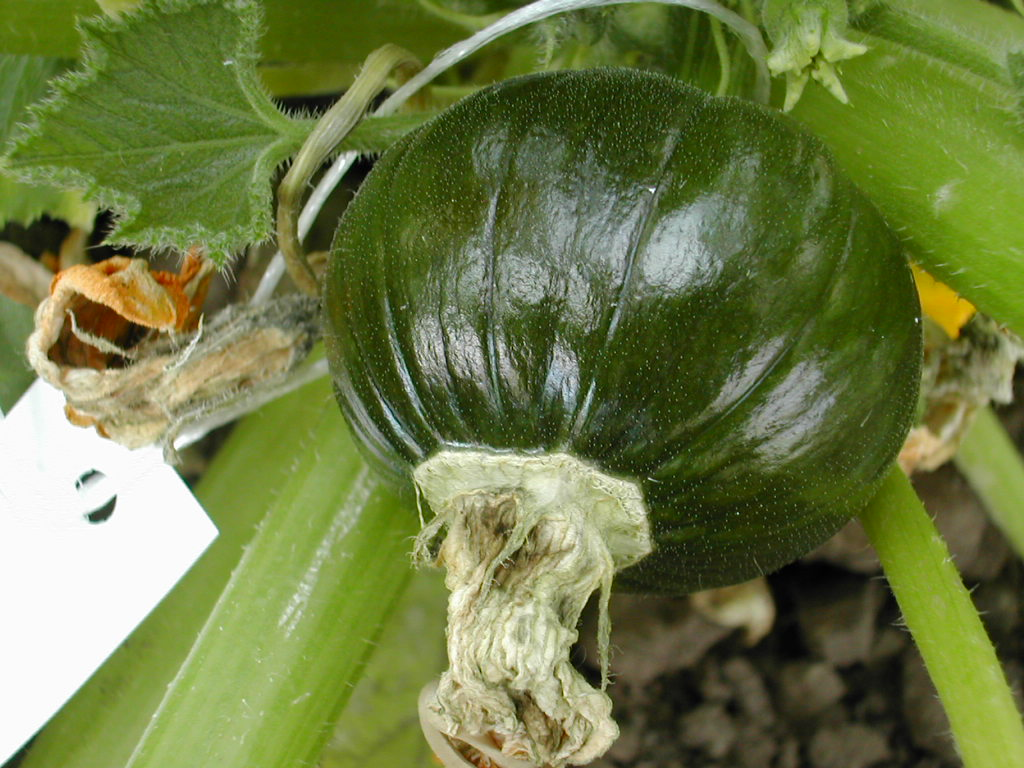
Unos días después de la apertura de la flor (antesis), el perianto se marchita y finalmente cae. La marca que queda en el zapallito del perianto caído es el "anillo" que define en su interior al botón o corona, que puede tener diferentes tamaños.

La descripción de Millán, autor del nombre (1947), dice:
"Hay un "tipo general" con una gran variación. El "tipo general" es una mata enana, por lo menos durante un período de su vida; con entrenudos muy cortos, sin zarcillos, de fruto pequeño de sección transversal circular y deprimidos, cáscara color verde, comestibles en estado inmaduro y con semillas blancas." Aproximadamente la mitad de las plantas de su estudio se mantuvieron como mata, el resto desarrolló al menos una guía larga hacia el final de la estación. Las hojas pueden ser de diverso tamaño y son verdes o "marmoreadas".
"El tiempo que tarda el ovario desde que abre la flor hasta que el fruto adquiere un diámetro de unos 5,5 cm en que puede usarse para relleno, varió en término medio en 9 días hasta mediados de marzo y en 13 días desde mediados de marzo hasta el 6 de abril."
"Los frutos cuando son jóvenes son deprimidos y semiglobulares, de sección casi circular, uniformemente verdes o con líneas longitudinales verde claras, lisos o algo lobulados, sin o con corona, cáscara de unos 2 mm. de espesor, blanda, mesocarpio amarillo y tejido placentario amarillo que llena todo el interior del fruto. En el fruto maduro la cáscara es muy dura, verde-oscura o ceniza y algo lobulada, el mesocarpio verde-amarillento a anaranjado y el tejido placentario fibroso sigue llenando, sin reducirse, el interior del fruto."
"La corona en los frutos se considera comercialmente un defecto grave, por eso en los catálogos de las semillerías se preocupan en anunciar semilla de zapallito de tronco "sin corona".
Desde el 2003 se sumaría a la descripción la posibilidad de la cáscara de color verde claro.
Como recuerda Paris (1989) las variedades "de tronco" reducen el esfuerzo de cosecha, por lo que es un carácter fuertemente seleccionado en todas las variedades que se cosechan inmaduras, ya que el recorrido se efectúa varias veces por semana cosechando el zapallito en el período de pocos días en que se presenta en el tamaño comercial, luego de lo cual pierde su valor en el mercado.

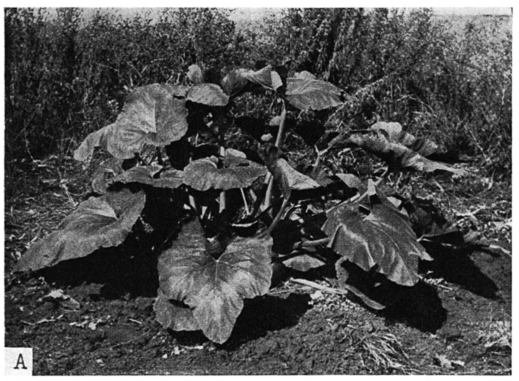
Planta.
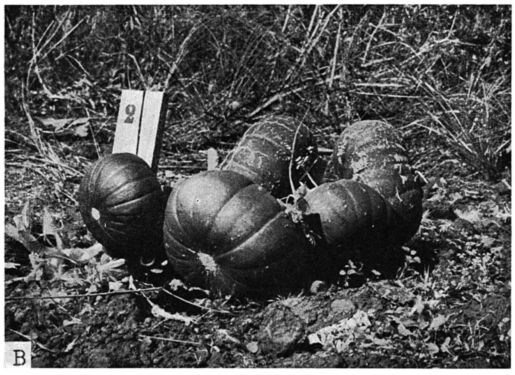
La misma planta con las hojas cortadas para mostrar la disposición de los frutos.
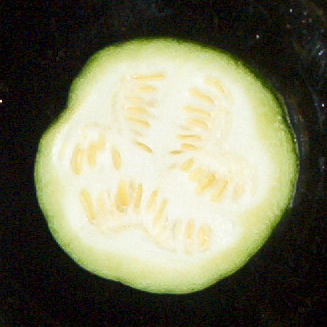
Pulpa blanca, fruto comprado en el mercado (2014). En la descripción de 1947 la "pulpa" es amarilla, color que se conserva sólo en unas pocas variedades "de campo".
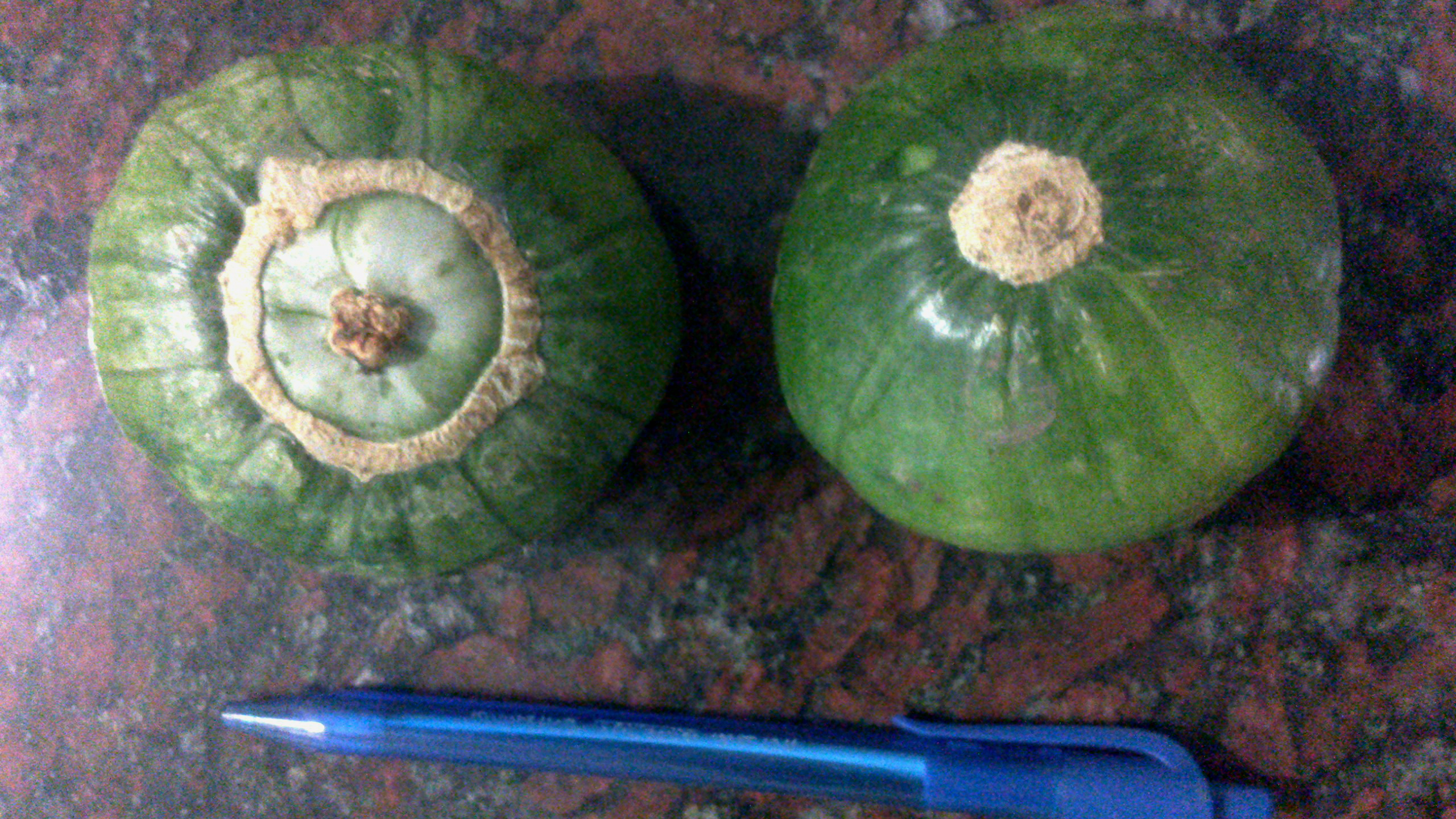
Zapallito sin (izquierda) y con (derecha) botón o corona.
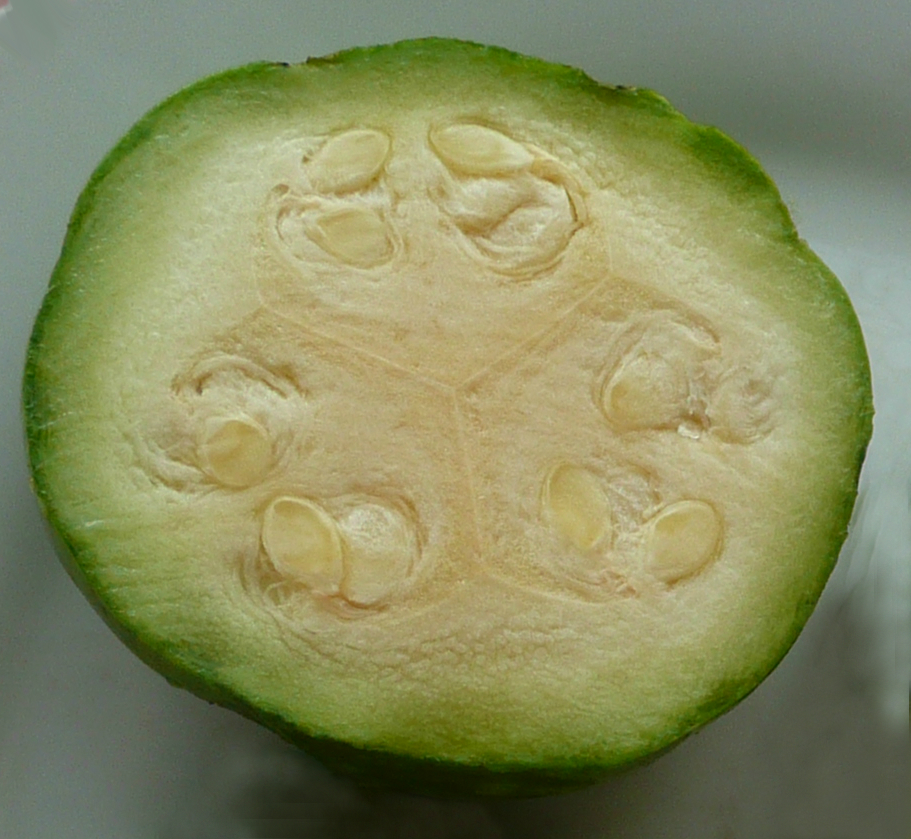
Color de pulpa (2014).
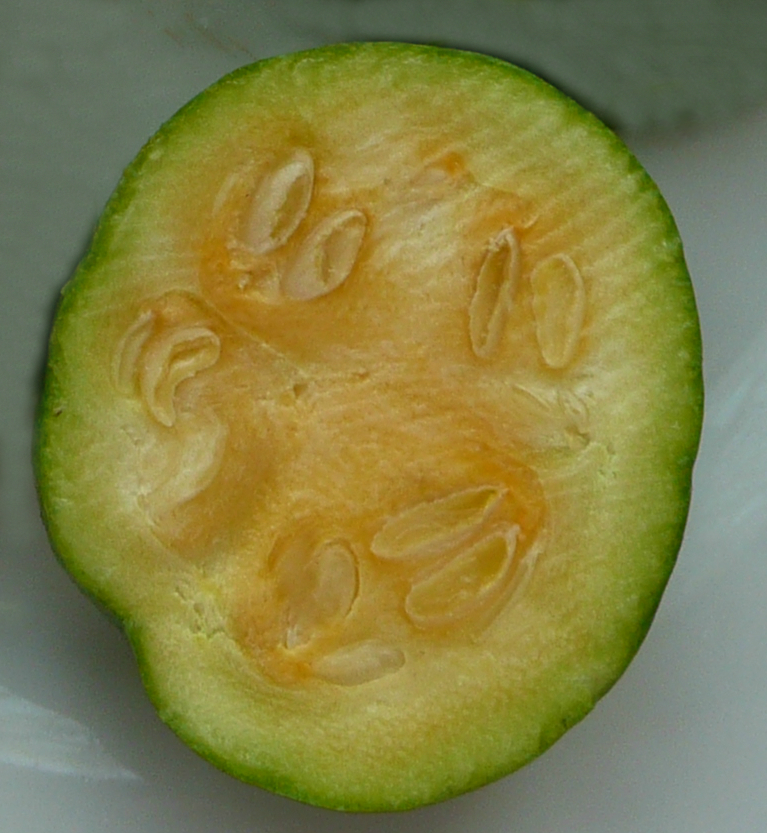
Color de pulpa (2014).

## Cultivares y grupos de cultivares de zapallitos
Hay cultivares (cultivos comerciales distintivos, uniformes y estables en relación con las variedades tradicionales de las que se originaron) de zapallito registrados. Algunos mencionados son: Zapallito redondo de tronco 'Cachí Magnif INTA', Zapallito redondo de tronco 'Veronés INTA', Zapallito redondo de tronco "Mejor 3", entre otros.
Diferentes clasificaciones los agrupan en grupos de cultivares con criterios diferentes. La enciclopedia Mansfeld (2001) agrupó en el grupo de cultivares Cucurbita maxima Grupo Zapallito (en el original Cucurbita maxima Zapallito Group) a los cultivares que se originaran en las 3 variedades de zapallitos de Argentina y Chile descriptos por Millán (1947): el zapallito redondo del tronco (Cucurbita maxima var. zapallito), el zapallo silpingo (Cucurbita maxima var. zipinka) y el zapallo Hoyo (Cucurbita maxima var. triloba), bajo la descripción "formas arbustivas (de tronco), frutos pequeños, pobremente conocidas fuera del área de distribución de su cultivo".
Debido al botón o corona que suelen presentar los cultivos de zapallito, otros autores tienden a clasificar estos cultivares en el grupo Cucurbita maxima Grupo Turbante (en el original Cucurbita maxima Turban Group, a partir de las variedades anteriormente en Cucurbita turbaniformis), cuya descripción es "fruto con forma de turbante como resultado de que parte del tejido en el ápice de floración no está cubierto por el tejido del receptáculo". Por ejemplo es agrupado en Turbante por Ferriol y Picó (2008). Si bien es una característica común en los zapallitos, es un carácter sin valor comercial, por lo que es seleccionado negativamente por los horticultores. Millán (1947) demuestra que el carácter de "corona" se hereda de forma diferente en zapallitos y turbantes del grupo Turban, de lo que se destaca lo difícil que es eliminar la corona en los cultivos de zapallitos.
Otros autores pueden clasificar a toda la variedad tradicional (landrace) como un cultivar, Cucurbita maxima 'Zapallito' (hasta 1996 se permitía la nomenclatura Cucurbita maxima cv. Zapallito), como en Lema (2011), esto quiere decir que el autor considera que toda la variedad cumple con los criterios de ser "distintiva, homogénea y estable" aplicados a los cultivares. Esta clasificación acarrearía el problema de no dejar la categoría para cultivares más específicos dentro de la variedad tradicional, como los listados arriba.

## Usos
Tienen usos culinarios, y se consumen inmaduros cuando la cáscara es tierna y el mesocarpio jugoso y agradable, lo que los hace especiales para frituras y ensaladas, o para rellenos, en este caso cuando los frutos son esféricos. 
Algunos de los platos más comunes que incorporan zapallitos son los zapallitos rellenos, la torta de zapallitos y la tortilla o el revuelto de zapallitos. Por su alto contenido en agua, resultan ideales para preparaciones que necesiten mucho líquido, tales como sopas, guisos o para la preparación de caldos de verdura. Su sabor es neutro en crudo, ligeramente dulce cuando está muy maduro. Al cocinarse, su sabor se acentúa, pero puede tornarse amargo si se lo cocina en exceso.

## Cultivo

### Relación con zapallito amargo

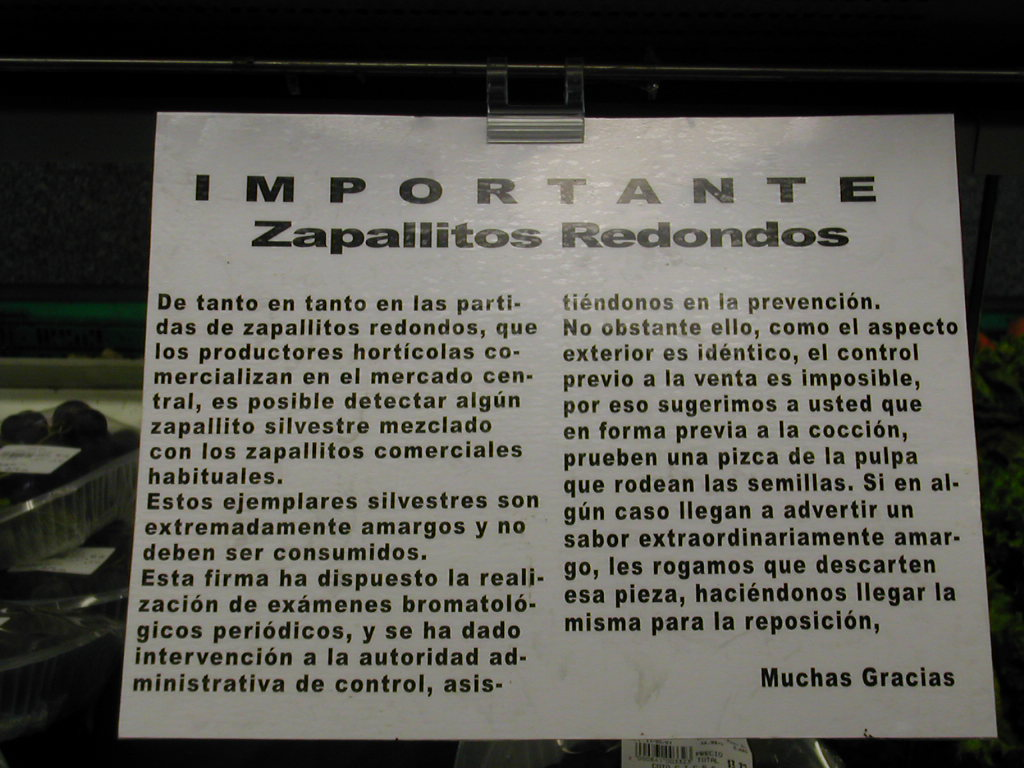
Cartel previniendo la posible aparición de frutos amargos en los lotes de zapallito. Mercado en la ciudad de Rosario (Santa Fe, Argentina), año 2007.

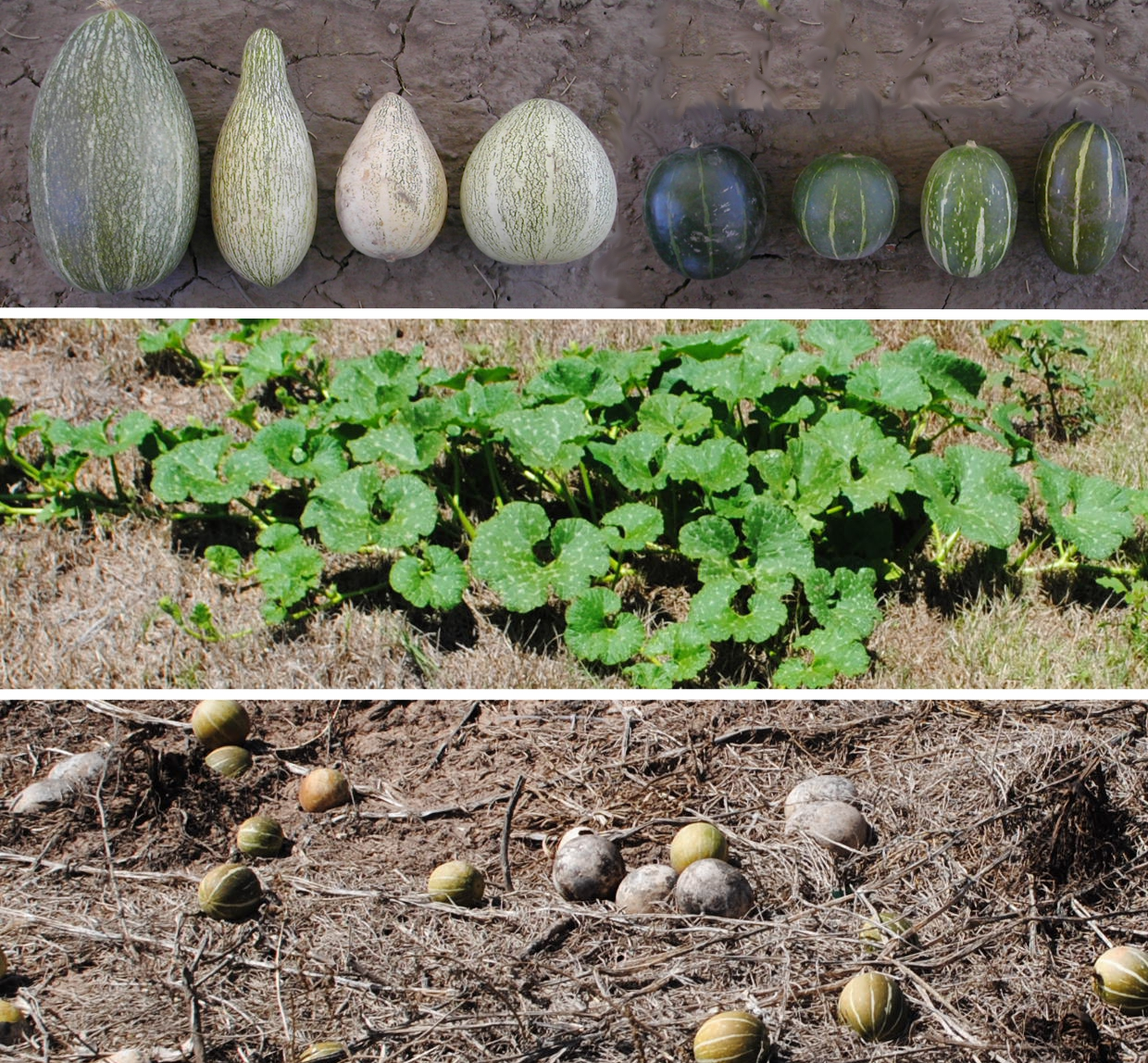
Zapallito amargo, arriba: frutos, medio: planta a mitad del verano, abajo: al final del verano, frutos nuevos y de la estación anterior (de color desgastado).

Los frutos amargos que ocasionalmente se venden como variedad cultivada y se cree provienen del zapallito amargo, se describen así por la ANMAT (Administración Nacional de Medicamentos, Alimentos y Tecnología Médica): "Además de su sabor amargo, son pequeños, redondos y de cáscara dura. Al cortarlos, presentan una gran cantidad de semillas y muy escasa pulpa. Su cocción no elimina el riesgo de gastroenteritis debido a su efecto irritativo". A juzgar por advertencias como la del mercado de la foto, no siempre el amargor del zapallito cultivado se expresa junto con otros caracteres que lo hagan tan parecido al silvestre como para notarlo y descartarlo.
Al cultivar zapallito el parental que provee el polen para que se desarrolle el fruto, no afecta el sabor del zapallito cosechado, ya que su pulpa y tegumentos de las semillas provienen genéticamente de la madre, y el padre sólo será expresado en plantas y frutos de la generación siguiente (Contardi 1939). La polinización abierta de frutos dulces puede dar una proporción importante de semillas que den plantas de fruto amargo, por lo que la recomendación agronómica es el cruzamiento controlado cuando el objetivo es obtener semillas para sembrar (Contardi 1939). Sólo debido a esto la variedad silvestre puede percibirse como maleza. La recomendación de eliminarla es antigua, desde al menos 1887 hasta 1997, las compañías de herbicidas también la listan como maleza.

### Siembra y Abono
Así siembran De Grazia et al. (2003): "Se preparó la cama de siembra con dos pasadas de arado de cincel. Se aplicó herbicida de pre-siembra trifluralina (Treflán, 2 L ha-1); se realizó una fertilización base con 50 kg P ha-1 con superfosfato triple de calcio y se incorporó con motocultivador. La siembra se realizó el 19/10/2001 en golpes a 10 cm, en surcos distanciados a 90 cm sobre un Argiudol Típico conteniendo 0,155% de N total, 16,9 mg kg-1 de P extractable y 14 mg kg-1 de NO3 medidos con 19% de humedad, en un lote proveniente del cultivo de hortalizas de hoja sin fertilizaciones ni abonaduras."
De Grazia et al. (2003): "No obstante su corto ciclo de producción, tiene gran importancia económica anticipar su entrada al mercado para obtener mejores precios." Para ello, 15 días después de la emergencia se vuelve a fertilizar. Informan que no conviene fertilizar únicamente con nitrógeno, que da mala proporción de flores masculinas:flores femeninas, mal cuajado de frutos, y menos precocidad. Conviene aplicar nitrógeno (como urea) y potasio (como sulfato de potasio) en una proporción 50N:100K.
Dice Raffo (1997 p. 38): "Demasiado nitrógeno combinado con buena humedad y temperatura hace que las flores masculinas sean mayoritarias y por consiguiente tenemos plantas muy bien desarrolladas pero con pocas flores femeninas, con una mala producción de frutos. En estos casos es aconsejable el uso de hormonas". "En líneas generales se aconseja como abono de base fosfato diamónico (18-46-0) o 15-15-6-4-. Los abonos foliares tienen muy buena reacción por ser una planta con hojas que presentan una buena superficie de absorción."
"La densidad de siembra más usada es de 4 a 5 kg de semilla por ha (...) Doblando esta distancia el rendimiento por mata se hace prácticamente el doble, y el rendimiento por superficie permanece casi inalterado. En conclusión si bien las siembras densas no aumentan significativamente el rendimiento, elimina por lo menos las pérdidas debidas a fallas individuales en el cultivo." (Raffo 1997 p. 38)

### Riego
Raffo (1997) p. 38 dice: "El riego debe ser realizado fundamentalmente en la floración y durante el cuaje de los frutos con bastante frecuencia para producir zapallitos claros y brillosos. Una falta de agua produce zapallitos oscuros y opacos."

### Enfermedades

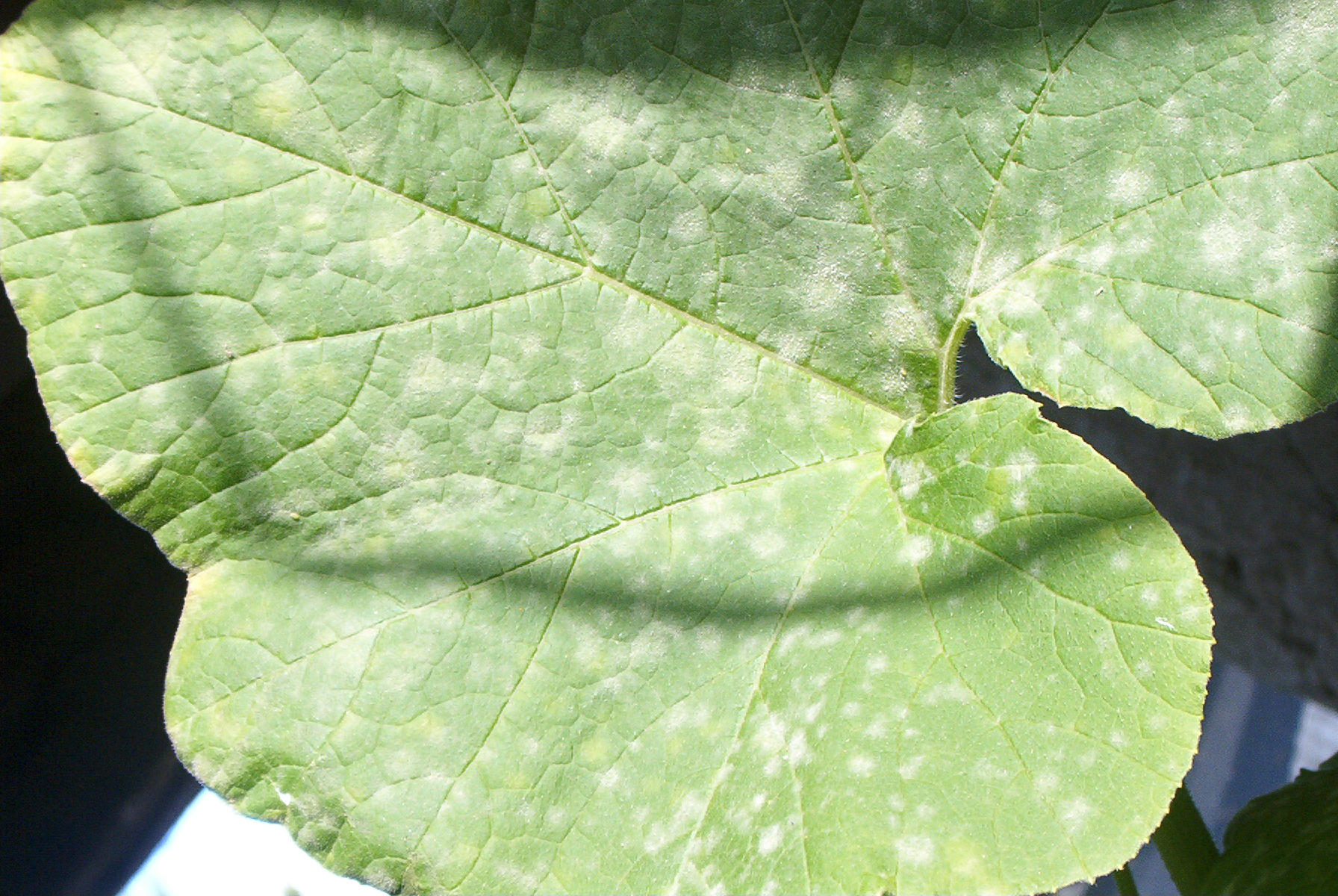
Oidio en una hoja de zapallo.

Raffo 1997 p. 38-39: "La enfermedad de mayor importancia económica es el oidio. Se manifiestan en las hojas, brotes e inflorescencias en forma de manchas blanquecinas, luego más grandes hasta confluir abarcando todo, luego toman un aspecto pulverulento ceniciento. Las hojas caen y según la intensidad se produce la defoliación completa". Control:
- - Kumulus (azufre polvo floable). Dosis: 200-300 g en 100 L de agua
- - Topas 100 EC. Dosis: 50 mL en 100 L de agua
- - Folicur. Dosis: 50 mL en 100 L de agua
- - Systhane W. Dosis: 10 g en 100 L de agua"

### Insectos
Los insectos que más las atacan son pulgones, trips y chinches, se controla con insecticidas. (Raffo 1997 p. 39)

### Malezas
"Por ser una especie que requiere buenos suelos y riego, es muy afectado por la competencia de las malezas Los herbicidas recomendables económicamente es de Preemergencia Dual 96 EC que se aplica después de la siembra y antes de que las malezas hagan su aparición, preferentemente sobre terreno húmedo y después de una lluvia o riego, sobre suelo bien desmenuzado y sin terrones. Y los graminicidas Agil, Select, Listo, controlan gramíneas, ciperáceas y algunas dicotiledóneas con excelente resultado. Y post-emergencia que se aplica después de la aparición de malezas, cuando éstos se encuentran en pleno desarrollo controla exclusivamente gramíneas y debe estar acompañado de aceite humectante para evitar el escurrimiento del producto en hojas cerosas y erectas." (Raffo 1997 p. 39)

### Fitorreguladores
"Tratamiento con fitorreguladores: para aumentar la aparición de flores femeninas y por consiguiente la aparición de frutos, se pueden usar fitorreguladores, entre ellos se encuentran:
- Ethefon - "Ethrel", en situaciones de estrés por helada, granizo y otra adversidad climática, la planta de zapallito, al recuperarse, produce mayor cantidad de flores femeninas en relación con las masculinas. El uso de este regulador permite imitar a la naturaleza, pues libera etileno en los tejidos y activa el proceso de floración. Aplicación: a partir de la cuarta hoja, antes de que la planta emita los primeros pimpollos, se realiza una pulverización con una dosis de 120 cc/100 L. Es necesario, cada 20 plantas dejar una sin tratar para que actúe como polinizadora." (Raffo 1997 p. 39-40)

### Polinización
"Polinizadores: es norma general en otros países el uso de insectos polinizadores, como las abejas, empleándose 6 colmenas por hectárea. En cultivos bajo cobertura esto es fundamental." (Raffo 1997 p. 40)
En una huerta familiar ver polinización manual.

### Cosecha
"Se cosechan los frutos de tamaño chico y mediano, los demasiado grandes desmerecen el precio del producto en el mercado. La presentación de los toritos en cuanto a uniformidad de los frutos es sumamente importante para lograr mejores precios". (Raffo 1997 p. 40)

## Historia del cultivo
Es una "variedad tradicional" (landrace) precolombina citada por primera vez por los españoles del siglo XVIII (Millán 1947). Alrededor de 1780 ya era una variedad tradicional cultivada por los criollos en Argentina, y fue la época en que fue llevado a Francia, donde se cultivó "por muchos años" y para 1904 parecía haber desaparecido A Estados Unidos llegó en 1880 pero desapareció rápidamente del comercio de semillas, las semillas cultivadas por el completo trabajo de Tapley et al. (1937) para describirlo, fueron recibidas desde Italia.
En 1947 no se conocía en Bolivia ni en Perú, sí en Chile con el nombre de Hoyito y en Salta como Tronquero.

## Historia taxonómica
Millán (1947): "La primera descripción de la var. Zapallito habría sido escrita por Balcarce en el año 1870 en el Bulletin de la Société d' Acclimatation de France, obra que no he podido consultar. Posteriormente Carrière publicó su diagnosis. La descripción más minuciosa pertenece a Tapley et al (1937)."
No había ilustraciones. De hecho nunca hubo grabados de esta variedad, en las semillerías de Buenos Aires y en los catálogos en el extranjero utilizaban para ilustrarla grabados de otros zapallos, las primeras ilustraciones fueron las fotos de Contardi (1939) quien hizo los primeros estudios genéticos.
Millán (1947) nombra por primera vez la variedad como se la conoce hoy en día y ofrece una descripción con fotografías. No había información de su región de origen, más que el hecho de ser del sur de Sudamérica, ni si había tenido un único origen.

## Nombres sinónimos
En Millán (1947) p. 334. se describe por primera vez bajo ese nombre: Cucurbita maxima Duch. var. zapallito (Carrière) Millán
Sinónimos listados por Millán (1947)
Cucurbita rapallito Carrière (1872). "El autor repite la errónea ortografía de Lambin que había escrito Rapallito de Tronco, pero más adelante se rectificó."
Cucumis rapallito Carrière (1872). "Este nombre se emplea por error dos veces en el texto de la diagnosis original".
Cucurbita zapallito Carrière (1873)
Cucumis zapallito Carrière (1873) "Este nombre se emplea por error en el título del artículo anterior".
El nombre con que la llamó Contardi (1939):
Cucurbita maxima var. "Zapallito de tronco"
Nombres vulgares
Además de Zapallito de Tronco que hoy es el más común en la provincia de Buenos Aires, en la bibliografía consultada por Millán (1947) se registran los siguientes nombres:
Petit potiron buenos-ayrien (Balcarce 1870).
Rapallito de Tronco (Lambin, 1870).
Sapallo de Tronco (Pérez Castellano, 1914)
Tree (Tapley et al. 1937)
Tronquito (Pérez Castellano, 1914).
Zapallito tierno (Balcarce, 1873).
Zapilliot (Hedrick, 1919).
Zapillito del Trunco (Tapley et al. 1937).
Tronquero en Salta, cultivado desde época remota (Millán 1947 p. 337, erróneamente también se lo ha llamado Zipinka).
Hoyito en Chile, cultivado desde antiguo (Millán 1947 p. 337, también citado por Zhiteneva 1929-1930)
güicoy tierno,en Guatemala

## Citas
1. 1 2  Millán (1947[1]) p. 340. Morfológica y genéticamente el carácter de la corona parece distinto en ambos casos (en zapallitos y turbantes). La herencia de corona en C. turbaniformis, estudiada por Lotsy (citado por Whitaker and Jagger 1937[4]) está regida por dos pares de factores, cualesquiera de los cuales en su forma dominante, determina la presencia de la corona. Lotsy cruzó Turbante x Green Hubbard y obtuvo en F1 frutos con corona y en F2 15 plantas de frutos con corona y 1 sin corona. Si esta planta con frutos sin corona, homocigota recesivo, se autofecunda, engendra únicamente frutos sin corona. No ocurre lo mismo en Cucurbita maxima var. zapallito. Algunas plantas de frutos sin corona que hemos autofecundado dieron plantas con frutos sin corona y plantas con frutos con corona; y plantas con gran corona autofecundadas dieron plantas con frutos con distintos grados de corona. Esta expresión sugiere que en este caso la herencia de corona estaría regida por factores múltiples" (Lám. 3A).
2. ↑  Paris (1989[6]) "As summer squash need to be picked several times weekly in order for their fruits to be of high quality and for subsequent fruits to be produced, much labor is required for harvesting, and this labor is often expensive and at times of limited availability. Summer squash fruits are tender (a consumer demand) and thus mechanical harvesting has not been possible. Therefore, a strong premium exists on cultivars which can be harvested quickly. Vining forms of summer squash, once common, are now rare, because bush habit facilitates harvesting."
3. ↑  La flor femenina sin polinizar no se desarrolla. Contardi (1939[12]), actualizando entre corchetes a la taxonomía actual: "En cuanto a la partenocarpia, fue factible observar que de 34 flores femeninas aisladas y sin fecundar, no se desarrolló ningún fruto; por lo tanto, la característica de formarse el fruto sin previa fecundación no parece ser común en estas especies. La distribución por especies de las flores aisladas fue la siguiente: Cucurbita maxima [Cucurbita maxima subsp. maxima], 22; C. andreana [C. maxima subsp. andreana], 4; C. pepo, 6; Amargo de Córdoba [Cucurbita maxima subsp. maxima x Cucurbita maxima subsp. andreana silvestre en Jesús María, Córdoba], 2.
4. 1 2  Contardi (1939[12]):"[En una polinización abierta en la ciudad de Buenos Aires, facultad de Agronomía] las semillas que constituyeron los pedigrees 35-25 y 35-26 provenían de dos frutos dulces de fecundación no controlada del pedigree 34-7; vale decir, se ha dado oportunidad para que tuviese efecto la hibridación natural con polen procedente de plantas cercanas (del mismo campo experimental), algunas de las cuales tenían frutos de sabor amargo. [En el cuadro, el fruto 35-25 dio 20 plantas de fruto dulce y 7 de fruto amargo; el fruto 35-26 dio 23 plantas de fruto dulce y 6 de fruto amargo]. Del análisis de los resultados se deduce que cualquier fruto dulce de [C. maxima subsp. maxima] no garantiza semillas puras, puesto que más o menos el 23% de ellas, darán en el verano siguiente plantas con frutos de sabor amargo." Nótese que no comparó con un control dulce x dulce, que tiene asumido que siempre dará descendencia dulce.
5. ↑  Contardi (1939[12]), actualizando entre corchetes a la taxonomía actual: "Consideraciones agronómicas. 1ª. Debemos tener en cuenta el daño que puede causar la gran afinidad genética entre zapallitos amargos y dulces. Al hablar de cruzamientos naturales, vimos que los pedigrees 35-25 y 35-26 presentaban el 25% y 20% respectivamente de plantas con frutos amargos, y, si consideramos que como promedio cada fruto tiene 190 semillas, obtendríamos 23.230 semillas, puesto que 117 era el número de frutos amargos entre ambos pedigrees. La superficie ocupada en el caso de sembrar las semillas nombradas, sería aproximadamente una hectárea, resultando una F2 [una segunda generación] en la cual el mayor número de plantas poseerían frutos amargos, siendo fácil comprender la enorme difusión que tendría el gen Am [de "Amargo", un único gen que al perderse corta la producción de todas las cucurbitacinas amargas, según los resultados de este trabajo] en el caso de venderse las semillas a los hortelanos. Esto no es solamente teórico, pues se ha dado el caso de comprarse, en una importante semillería de la Capital Federal, semillas de zapallo de las que resultaron plantas con frutos amargos. En conclusión tenemos que: a) Fruto dulce no asegura descendencia de plantas con frutos dulces; b) Deben efectuarse cruzamientos artificiales entre plantas de frutos dulces para obtener semillas útiles, en regiones donde abunda C. andreana [Cucurbita maxima subsp. andreana], o el zapallo amargo de Córdoba [Cucurbita maxima subsp. maxima x Cucurbita maxima subsp. andreana de Jesús María, Córdoba]."
6. ↑  Lemée (1887,[13] citado en Millán 1945[14]) había escrito: "Debe destruirse con cuidado el zapallo chirigua [andreana] en los zapallares y alrededor. Esa planta pertenece a la misma familia, y creemos que debe ejercitar una influencia perniciosa sobre la calidad de los zapallos".
7. ↑  Raffo (1997[15]) p. 37: "Es menester cultivar zapallos y zapallitos de Cucurbita maxima en terrenos exentos de zapallito amargo, pues se hibrida fácilmente con el cultivado y produce por xenia (influencia de polen extraño) frutos amargos. Su polinización o cruzamiento la efectúan diversos insectos pues sus flores son muy visitadas por abejas y por lo tanto debe existir un área de varios kilómetros libre de zapallito amargo en la zona de producción de semilla. El zapallito amargo es muy sensible a los tratamientos con herbicidas de los cultivos extensivos. Por esta razón es muy difícil poder encontrarlo espontáneamente en zonas de cultivos con fuerte aplicación de herbicidas selectivos. Los focos de infección que todavía quedan se encuentran en nuestras provincias norteñas, donde se refugian en los montes naturales por no usarse herbicidas en los mismos. Estas zonas de poco frío permiten que esta especie silvestre se multiplique espontánea y rápidamente. Por esta razón, es preciso eliminar esta maleza en el norte del país (sobre todo en las áreas libres de heladas) pues son las que producen zapallito redondo en la época invernal.".
8. ↑  Servicio Roundup ReadyPlus. Buscador de malezas: Zapallito Amargo, Cucurbita andreana Naudin.[16]
9. ↑  Millán (1947[1]): "Historia y origen. -La primera noticia que atribuyo a la existencia de la var. Zapallito la contiene el diario de viaje del padre jesuita Gabriel Patiño, quien cuando en 1721 exploraba el río Pilcomayo vio cultivada por los indios Tobas, según sus palabras, una "especie de zapallos que dan junto al tronco, unos cercanos a otros amontonados, son de buen sabor". Véase Rodríguez (1916[18] p. 438). Florián Paucke (alrededor de 1780, publicado en 1944[19]) que vivió entre los Mocobíes en la segunda mitad del mismo siglo, al referirse a los zapallos cultivados en el norte de la actual provincia de Santa Fe y Chaco austral, dice, entre otras cosas: "Otros son como una verdadera gorra polaca, en derredor verde o blanca, por encima un bonete rojo o blanco. Cuando estos zapallos son aún chicos cual la redondez de una pequeña bola de bochas, tienen una cáscara muy blanda y los españoles suelen cocerla sin cortarla, haciéndose una buena ensalada". Frutos con bonete (corona) como los descriptos, existen en las poblaciones de la var. Zapallito y aunque no hace referencia alguna a que los zapallos considerados en la transcripción sean de tronco, el uso que indica lo sugiere. La lámina en colores con que Paucke ilustra los zapallos representan frutos relativamente peuqeños, con pequeña corona, pero ellos no bastan para reconocer las variedades. (Paucke[19] dedicó dos láminas a las cucurbitáceas. Especialmente una de ellas es posible que deba considerarse la primera en que se representan zapallos de nuestro país. Los géneros y especies de las cucurbitáceas tratadas por Paucke se identifican fácilmente en las láminas, aclaradas por as leyendas y referencias del texto, pero en el índice de nombres vulgares y científicos compuesto por el traductor hay omisiones y errores que salvamos a continuación: Lámina XLVIII. Toda la lámina representa frutos de Lagenaria siceraria. Láina XLIX. Primera fila (fila superior): Cucurbita maxima.  Segunda fila: los dos primeros frutos: Cucurbita maxima; el resto: Cucumis melo. Tercera fila: Cucurbita moschata.) "
10. ↑  Millán (1947[1]): (en Europa) "A fines de ese siglo (1700?) la tradición en el Río de la PLata consideraba que los zapallos entonces cultivados eran en parte importados y en parte indígenas; entre éstos estaba el Zapallito de Tronco del cual ya entonces se producían primicias (Pérez Castellano alrededor de 1780, publicado en 1914[20]). Este origen lo consignan también las constancias bibliográficas que relatan las circunstancias de su introducción en Francia. Lambin (1870[21]) y Carrière (1872[22]) atribuyeron su introducción al ministro plenipotenciario de Brasil y lo citaron como oriundo de ese país, pero Mariano Balcarce, ministro argentino en París, en una carta reproducida por Carrière (1873[23]) aclaró que fue él quien lo introdujo de Argentina en Francia y quien entregó las primeras semillas a la Sociedad de Aclimatación. En Francia se cultivó muchos años y después se abandonó. Al respecto puede leerse en Vilmorin-Andrieux et Cie (1904[24]): "C' est encore au Cucurbita maxima qu'il faut rapporter une variété de courge non coureuse, introduite il y a une cinquantaine d'années de l'Amérique méridionale, sous le nom de Zapallito de tronco. Cette variété, peu productive, parait avoir disparu des cultures".
11. ↑  Millán (1947[1]): "En Estados Unidos, JJH Gregory la puso en venta en 1885 como una nueva raza oriunda de Brasil, y Goff la citó en 1887[25] como la única raza de tronco de Cucurbita maxima que se cultivaba en New York Experimental Station. Después desapareció del comercio de semillas (Tapley et al. 1937[26]). Tapley y sus colaboradores la cultivaron en Geneva, N. Y. en 1935, de semillas que recibieron de Italia con el nombre cocoliche de Zapillito del Trunco."
12. ↑  Millán (1947[1]): "Esta variedad, de acuerdo a lo que sabemos, no existe entre los zapallos autóctonos de Perú y Bolivia. Según datos de nuestro colega MJ Mintzer, en Salta se conoce desde época remota con el nombre de Tronquero un zapallo que hemos cultivado y que nos parece esencialmente la var. Zapallito. Lo mismo decimos del Zapallo Hoyito que desde antiguo se cultiva en Chile. Este Zapallo Hoyito, sin la mención de su nombre común, ha sido citado por Zhiteneva (1929-1930,[27] p. 188)."
13. ↑  Millán (1947[1]): "En Argentina se ha ilustrado siempre esta variedad con grabados de otros zapallos que no se cultivan en nuestro país. La figura dada por Mauduit y Peluffo (1909[28]) es la reproducción del clisé con el que Vilmorin-Andrieux et Cie (1904[24]) figuran el Giraumont Petit de Chine que es una raza de guías de Cucurbita maxima. La figura dada por Cremieux (1940[29]) es el clisé de Vilmorin-Andrieux et Cie[24] del Courgeron de Genève, raza de tronco pero perteneciente a Cucurbita pepo. Este mismo clisé es el que ilustra el Zapallito de Tronco en los catálogos de las semillerías de Buenos Aires. Ha sido Contardi (1939[12]) el primero que ha dado una figura original del Zapallito de Tronco. (La planta fotografiada por Contardi tiene los frutos con una gran corona. Más tarde hablaremos de este carácter)."
14. ↑  Millán (1947[1]): "Por lo que se ve, puede decirse que la var. Zapallito se ha originado fuera del centro Peruano-boliviano establecido por los rusos, pero hay que dilucidar si procede del Noroeste argentino, de la región chaqueña o de Chile, o si independientemente se ha formado en esas regiones de las diversas ramas nacidas del tronco común de Cucurbita andreana."